# Municipio de Bushnell (Míchigan)
El municipio de Bushnell (en inglés: Bushnell Township) es un municipio ubicado en el condado de Montcalm en el estado estadounidense de Míchigan. En el año 2010 tenía una población de 1604 habitantes y una densidad poblacional de 17,32 personas por km².

## Geografía
El municipio de Bushnell se encuentra ubicado en las coordenadas 43°10′12″N 85°0′36″O / 43.17000, -85.01000. Según la Oficina del Censo de los Estados Unidos, el municipio tiene una superficie total de 92.59 km², de la cual 92,19 km² corresponden a tierra firme y (0,43 %) 0,4 km² es agua.

## Demografía
Según el censo de 2010, había 1604 personas residiendo en el municipio de Bushnell. La densidad de población era de 17,32 hab./km². De los 1604 habitantes, el municipio de Bushnell estaba compuesto por el 96,26 % blancos, el 0,25 % eran afroamericanos, el 0,5 % eran amerindios, el 0,37 % eran asiáticos, el 0,94 % eran de otras razas y el 1,68 % eran de una mezcla de razas. Del total de la población el 2,31 % eran hispanos o latinos de cualquier raza.